# Лојал (Оклахома)
Лојал (енгл. Loyal) град је у америчкој савезној држави Оклахома.

## Демографија
По попису из 2010. године број становника је 79, што је 2 (-2,5%) становника мање него 2000. године.
| Група             | 2000.      | 2010.      |
| Белци             | 66 (81,5%) | 68 (86,1%) |
| Афроамериканци    | 0 (0,0%)   | 1 (1,3%)   |
| Азијати           | 0 (0,0%)   | 0 (0,0%)   |
| Хиспаноамериканци | 8 (9,9%)   | 5 (6,3%)   |
| Укупно            | 81         | 79         |